# Antsianaka prasinella
Antsianaka prasinella es un coleóptero de la familia Chrysomelidae. Fue descrita científicamente por primera vez en 1898 por Fairmaire.